# 中国图书馆分类法
中国图书馆分类法（第3版及以前的原名是中国图书馆图书分类法），其第5版是中国大陆最通用的图书分类法。简称中图法。
1971年北京图书馆（现中国国家图书馆）等36个单位组成编辑组开始编制，1973年3月编成试用本，1975年10月科学技术文献出版社出版第1版。1979年7月成立中国图书馆图书分类法编辑委员会进行修订，1980年6月由书目文献出版社出版第2版，1990年出版第3版，1999年由北京图书馆出版社出版第4版。2010年9月由北京图书馆出版社出版第5版。

## 中国图书馆分类法（第五版）

### 分類方式
《中国图书馆分类法》的标记符号采用拉丁字母与阿拉伯数字相结合的混合制标记符号，以拉丁字母标记基本大类。分類法分为五个基本部类，并以国际上通用的基本学科划分和专业划分为依据，同时考虑习惯的知识领域划分，设置了22个基本大类。

### 分類細項
以下為细分的子类：
- (A) 马克思列宁主义、毛泽东思想、邓小平理论
- (B) 哲学、宗教
- (C~K) 社会科学
  - C 社会科学总论
  - D 政治、法律
  - E 军事
  - F 经济
  - G 文化、科学、教育、体育
  - H 语言、文字
  - I 文学
  - J 艺术
  - K 历史、地理
- (N~X) 自然科学
  - N 自然科学总论
  - O 数理科学和化学
  - P 天文学、地球科学
  - Q 生物科学
  - R 医药、卫生
  - S 农业科学
  - T 工业技术
  - U 交通运输
  - V 航空、航天
  - X 环境科学、安全科学
- (Z) 综合性图书
- 通用复分表